# Unificazione della Bulgaria

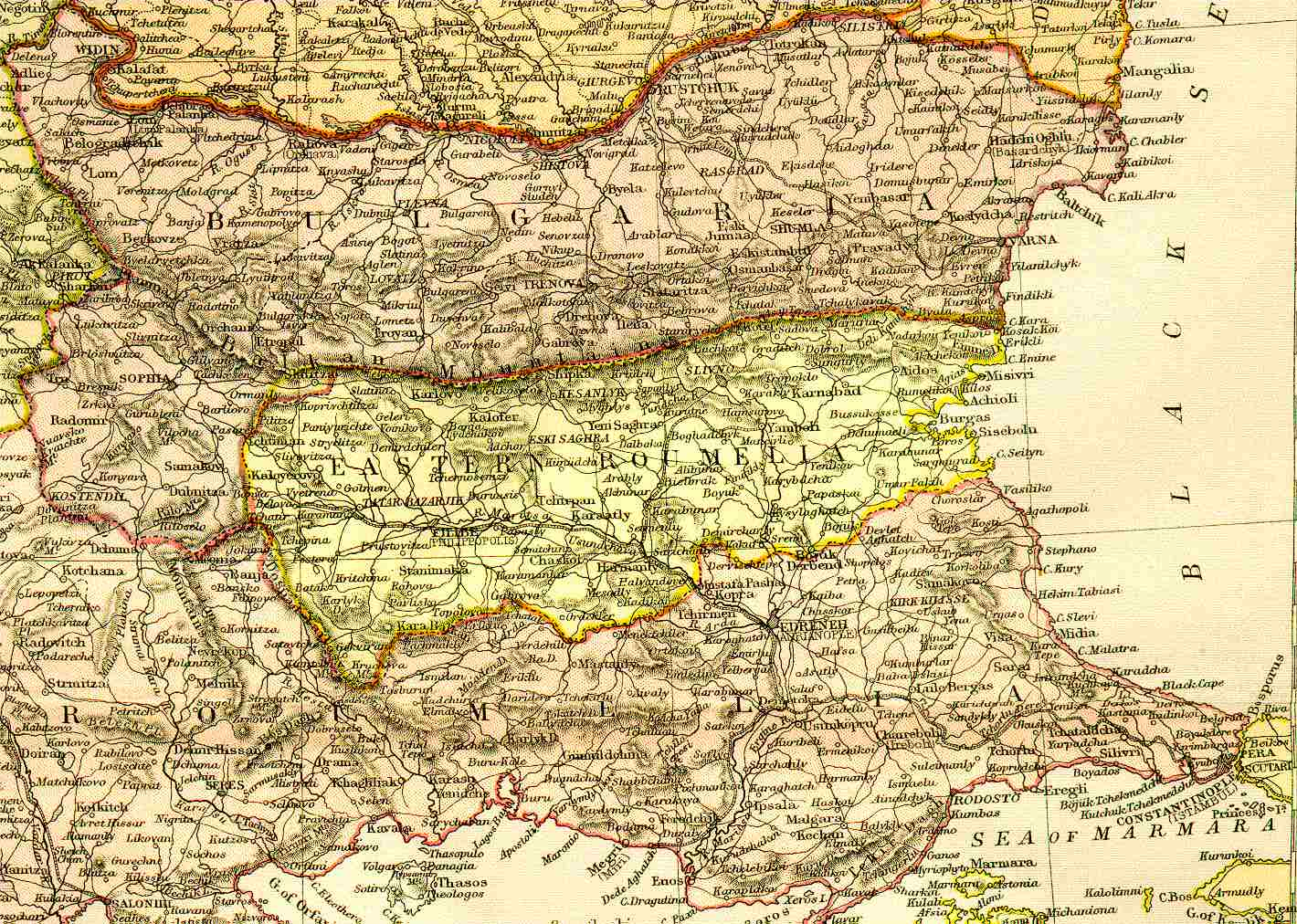
Una mappa del Principato di Bulgaria e della Rumelia orientale prima dell'Unità.

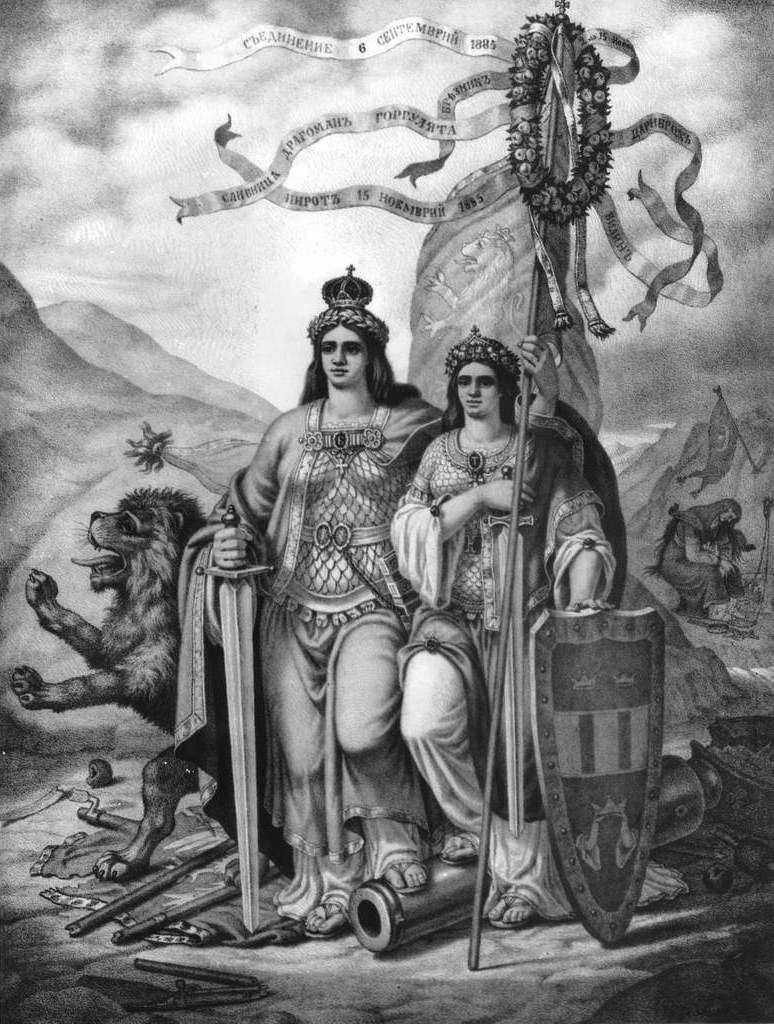
Bulgaria unita — una litografia di Nikolai Pavlovich (1835-1894)

L'unificazione della Bulgaria (in bulgaro Съединение на България?, Saedinenie na Balgariya) fu l'atto di unificazione del Principato di Bulgaria e della provincia della Rumelia orientale nell'autunno del 1885. Fu coordinata dal Comitato rivoluzionario centrale segreto bulgaro (BSCRC). Entrambe le regioni fecero parte dell'Impero ottomano, ma il Principato funzionava de facto in modo indipendente mentre la provincia della Rumelia era autonoma e aveva una presenza ottomana. L'unificazione fu compiuta dopo le rivolte nelle città della Rumelia orientale, seguita da un colpo di stato avvenuto il 18 settembre 1885 e sostenuto dal bulgaro knjaz Alessandro I. Il BSCRC, formato da Zahari Stoyanov, iniziò a divulgare attivamente l'idea dell'unificazione attraverso la stampa e le manifestazioni pubbliche nella primavera del 1885.

## Contesto
La decima guerra russo-turca (1877-1878) terminò con la firma del Trattato preliminare di Santo Stefano, che tagliò vasti territori all'Impero ottomano. La Bulgaria risorse dopo 482 anni di dominio straniero, anche se come principato sotto la sovranità ottomana.
I diplomatici russi sapevano che la Bulgaria non sarebbe rimasta a lungo all'interno di questi confini: la pace di Santo Stefano era stata definita "preliminare" dagli stessi russi. Il Congresso di Berlino iniziò il 13 giugno e terminò il 13 luglio con il Trattato di Berlino che creò uno stato vassallo bulgaro nelle terre tra i Balcani e il Danubio. L'area tra i Monti Balcani e i Monti Rila e Rodopi divenne una provincia autonoma ottomana chiamata Rumelia orientale. La separazione della Bulgaria meridionale in una diversa regione amministrativa era una garanzia contro i timori espressi da Gran Bretagna e Austria-Ungheria che la Bulgaria avrebbe avuto accesso al Mar Egeo, il che significava logicamente che la Russia si stava avvicinando al Mediterraneo.
La terza grande porzione della Bulgaria - la Macedonia - non ebbene nemmeno questo leggero assaggio di libertà, poiché rimase nei confini ottomani come lo era stata prima della guerra.

## Organizzazione

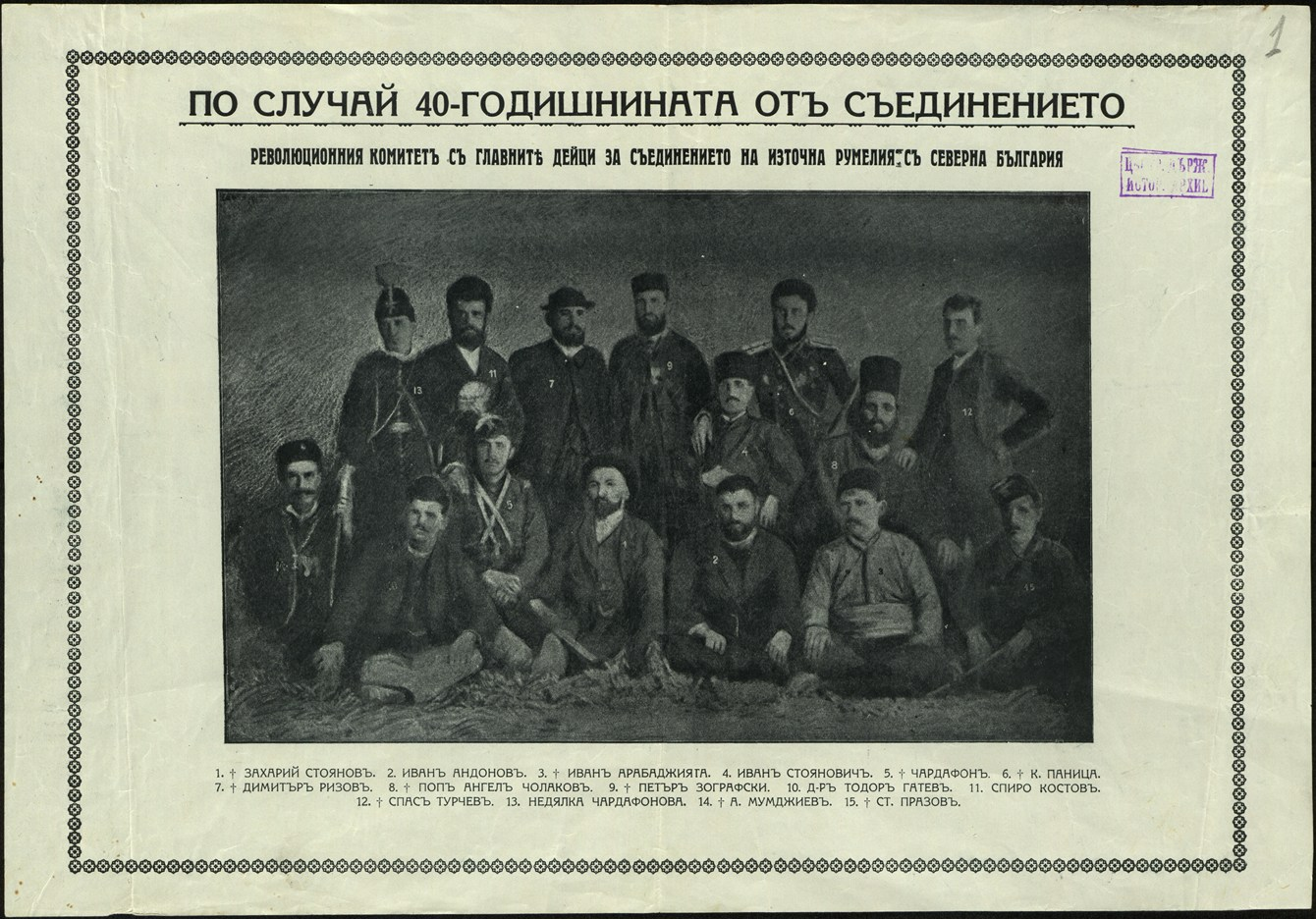
Comitato Rivoluzionario Centrale Segreto Bulgaro

In queste condizioni era naturale che i bulgari in Bulgaria, Rumelia orientale e Macedonia si battessero tutti per l'unità. Il primo tentativo risale al 1880. Il nuovo primo ministro britannico, William Ewart Gladstone (che in passato aveva fortemente sostenuto la causa bulgara) fece sperare ai politici bulgari che la politica britannica sulla questione d'oriente stesse per cambiare, e che avrebbe sostenuto e guardatocon favore a un'eventuale unione. Sfortunatamente, il cambio di governo non portò un cambiamento negli interessi della Gran Bretagna. In secondo luogo, era presente un possibile conflitto in crescita tra l'Impero ottomano da una parte e la Grecia e il Montenegro dall'altra.
Gli attivisti sindacali della Rumelia orientale inviarono Stefan Panaretov, docente al Robert College, per consultare l'opinione britannica sulla prevista unificazione. Il governo Gladstone, però, non accettò questi piani. Il disaccordo arrivò anche dalla Russia imperiale, che seguiva rigorosamente le decisioni prese durante il Congresso di Berlino. Nel frattempo si erano risolte le tensioni tra la Grecia e l'Impero ottomano, che alla fine portarono al fallimento il primo tentativo di unificazione.
A metà del 1885 la maggior parte degli unionisti attivi nella Rumelia orientale condivideva la visione che la preparazione di una rivoluzione in Macedonia sarebbe dovuta essere rinviata e tutti gli sforzi si dsarebbero dovuti concentrare sull'unificazione della Bulgaria e della Rumelia orientale. Anche il bulgaro knjaz Alessandro I fu attratto da questa causa. I suoi rapporti con la Russia erano peggiorati a tal punto che l'imperatore russo e i circoli filo-russi in Bulgaria chiesero apertamente l'abdicazione di Alessandro. Il giovane knjaz vide che il suo sostegno all'Unità era la sua unica possibilità di sopravvivenza politica.

## L'atto di unificazione
L'Unificazione era inizialmente prevista per la metà di settembre, mentre la milizia rumena era mobilitata per compiere manovre. Il piano prevedeva l'annuncio dell'Unificazione il 27 settembre 1885, ma il 14 settembre iniziò una rivolta a Panagyurishte (allora nella Rumelia orientale) che fu messa sotto controllo lo stesso giorno dalla polizia. La manifestazione chiese l'unificazione con la Bulgaria. Poco dopo questo esempio fu seguito nel villaggio di Goliamo Konare. Lì fu formata una squadra armata, sotto la guida di Prodan Tishkov (noto principalmente come Chardafon), il leader locale del BSCRC. I rappresentanti della BSCRC furono inviati in diverse città della provincia, dove dovettero radunare gruppi di ribelli e inviarli a Plovdiv, la capitale della Rumelia orientale, dove erano sotto il comando del maggiore Danail Nikolaev.

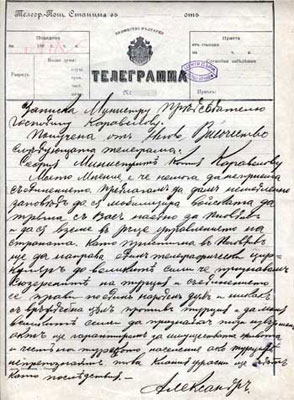
Telegramma del governo provvisorio di Plovdiv a knjaz Alessandro I che proclama l'unificazione della Bulgaria

Nel frattempo, nella periferia di Plovdiv, venivano effettuate manovre militari. Il maggiore Danail Nikolaev, responsabile delle manovre, conosceva e sosteneva i sindacalisti. Il 18 settembre 1885 la milizia rumena (le forze armate della Rumelia orientale) e i gruppi armati unionisti entrarono a Plovdiv e presero possesso della residenza del governatore. Il governatore era Gavril Krastevich, un patriota bulgaro che, naturalmente, non resistette agli unionisti.
Immediatamente si formò un governo provvisorio con a capo Georgi Stranski. Il maggiore Danail Nikolaev venne nominato comandante delle forze armate. Con l'aiuto di ufficiali russi, creò il piano strategico per la difesa contro l'atteso intervento ottomano. Nella Rumelia orientale fu dichiarata la mobilitazione.
Non appena prese il potere il 14 settembre 1885, il governo provvisorio inviò un telegramma, chiedendo al knjaz di accettare l'Unione. Il 20 settembre 1885 Alessandro I rispose con un manifesto speciale. Il giorno successivo, accompagnato dal primo ministro Petko Karavelov e dal capo del Parlamento Stefan Stambolov, knjaz Alessandro I entrò nella capitale dell'ex Rumelia orientale. Questo gesto confermò l'operato dei sindacalisti come un fatto compiuto ma restavano le difficoltà della difesa diplomatica e militare dell'Unione.

## Risposta internazionale all'Unificazione
Negli anni successivi alla firma del Trattato di Berlino, il governo di San Pietroburgo aveva spesso espresso la sua opinione che la creazione della Rumelia orientale dalla Bulgaria meridionale fosse una divisione innaturale e di breve durata. La Russia sapeva che l'Unificazione sarebbe senza dubbio arrivata presto e adottò importanti misure per la sua preparazione. In primo luogo, la Russia esercitò con successo una pressione diplomatica sull'Impero ottomano, impedendogli di inviare forze nella Rumelia orientale. Inoltre, nel 1881, in uno speciale protocollo, creato dopo il ripristino della Lega dei Tre Imperatori, si annotava che Austria-Ungheria e Germania avrebbero mostrato sostegno ad un eventuale atto sindacale dei Bulgari.

### Russia
Sfidando la maggior parte delle aspettative, la Russia non sostenne l'atto del 6 settembre a causa del suo aperto conflitto con il knjaz Alessandro I. La Russia voleva preservare la sua influenza negli affari bulgari e temeva di perderla mentre il nuovo stato si rafforzava con Alessandro I a capo. Di conseguenza, la Russia ordinò a tutti i suoi ufficiali di lasciare la Bulgaria e suggerì che si tenesse una conferenza ufficiale a Costantinopoli, dove doveva essere sanzionata la violazione dello status quo di Berlino.

### Regno Unito
I circoli governativi di Londra inizialmente pensavano che dietro l'audace atto bulgaro ci fosse un forte sostegno da parte di San Pietroburgo. Ben presto si resero conto della realtà della situazione e, dopo l'annuncio della posizione ufficiale russa, la Gran Bretagna diede il suo sostegno alla causa bulgara, ma non prima dell'inizio dei negoziati bulgaro-ottomani.

### Austria-Ungheria
La posizione dell'Austria-Ungheria era determinata dalla sua politica nei confronti della Serbia. In un trattato segreto del 1881, l'Austria-Ungheria accettò il "diritto" della Serbia di espandersi in direzione della Macedonia. L'obiettivo dell'Austria-Ungheria era quello di conquistare l'influenza in Serbia, mentre allo stesso tempo dirigeva gli appetiti territoriali serbi verso il sud invece che verso nord e nord-ovest. Inoltre, l'Austria-Ungheria si era sempre opposta alla creazione di un grande stato slavo nei Balcani del tipo che sarebbe diventata una Bulgaria unificata.

### Francia e Germania
Francia e Germania sostennero la proposta russa di una conferenza internazionale nella capitale ottomana.

### Impero ottomano

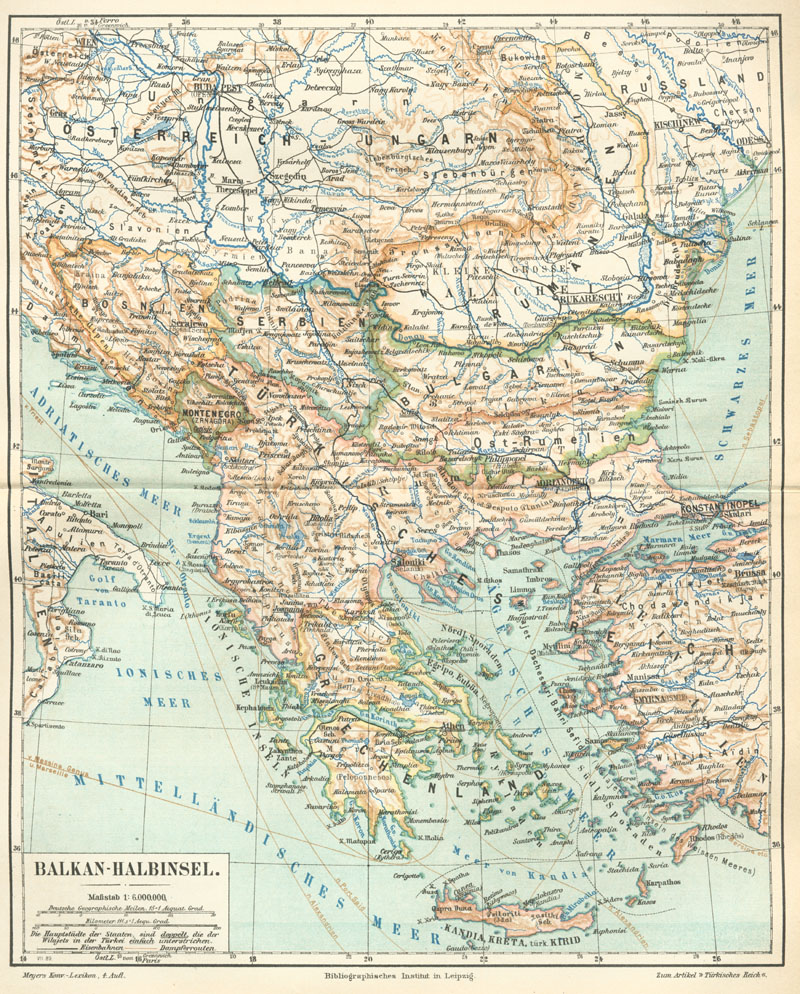
I Balcani dopo l'unificazione della Bulgaria

Dopo che l'unificazione era già un fatto, ci vollero tre giorni perché Costantinopoli prendesse coscienza di ciò che era realmente accaduto. Sorse allora un nuovo problema: secondo il trattato di Berlino il Sultano poteva inviare truppe nella Rumelia orientale solo su richiesta del governatore della Rumelia orientale. Gavril Krastevich, l'allora governatore, non fece tale richiesta. Allo stesso tempo all'Impero ottomano fu in tono duro consigliato sia da Londra che da San Pietroburgo di non intraprendere tali azioni e di attendere invece la decisione della conferenza internazionale. Gli ottomani non attaccarono la Bulgaria, né intervennero nella guerra serbo-bulgara. Il 5 aprile 1886 l'Impero ottomano e la Bulgaria firmarono la convenzione di Tophane, che riconobbe il principe di Bulgaria come governatore generale della provincia autonoma ottomana della Rumelia orientale. In questo modo, l'unificazione di fatto della Bulgaria avvenuta il 18 settembre 1885, fu riconosciuta de jure.

### Grecia
L'Unione di Bulgaria e Rumelia orientale rese de facto in quel momento la Bulgaria il secondo Stato più grande dei Balcani in Europa dopo la Turchia, un fatto che un certo numero di paesi vicini non poteva accettare. Atene chiese subito i risarcimenti territoriali e minacciò persino di avviare azioni militari. Ci furono manifestazioni civili in tutta la Grecia che spinsero il governo a dichiarare guerra alla Bulgaria. Tuttavia, Grecia e Bulgaria a quel tempo non avevano un confine comune ed erano separate dal territorio ottomano. Inoltre, l'intervento del governo britannico contribuì a lenire questa agitazione.

### Serbia
La posizione della Serbia era simile a quella della Grecia. I serbi chiedevano notevoli compensazioni territoriali lungo tutto il confine occidentale con la Bulgaria. Il re Milan I, respinto dalla Bulgaria, ma assicurato dal sostegno dell'Austria-Ungheria, dichiarò guerra alla Bulgaria il 14 novembre 1885. Tuttavia, dopo la decisiva battaglia di Slivnica, i serbi subirono una rapida sconfitta e i bulgari avanzarono in territorio serbo fino a Pirot. L'Austria-Ungheria richiese la cessazione delle azioni militari, minacciando che altrimenti le forze bulgare avrebbero incontrato le truppe austro-ungariche. Il cessate il fuoco fu firmato il 28 novembre 1885. Il 3 marzo 1886 fu firmato a Bucarest il trattato di pace. Secondo i suoi termini, non furono apportate modifiche lungo il confine bulgaro-serbo, preservando l'unificazione della Bulgaria.

## Ricorrenze
- La Giornata dell'Unificazione è celebrata il 6 settembre come festa nazionale in Bulgaria.
- La città di Saedinenie nella provincia di Plovdiv, in Bulgaria, porta il nome dell'Unificazione della Bulgaria.
- Saedinenie Snowfield sull'isola di Livingston nelle isole Shetland meridionali, in Antartide, prende il nome dall'unificazione della Bulgaria.[4]